# Ormesson (Seine-et-Marne)
Ormesson település Franciaországban, Seine-et-Marne megyében. Lakosainak száma 244 fő (2022. január 1.). Ormesson Châtenoy, Chevrainvilliers, Faÿ-lès-Nemours és Saint-Pierre-lès-Nemours községekkel határos.

## Népesség
A település népességének változása:
| Lakosok száma | 297  | 264  | 253  | 243  | 240  | 234  | 237  | 241  | 244  |
|               | 2013 | 2015 | 2016 | 2017 | 2018 | 2019 | 2020 | 2021 | 2022 |